# Gharghoda
Gharghoda är en ort i Indien. Den ligger i distriktet Raigarh och delstaten Chhattisgarh, i den centrala delen av landet, 1 000 km sydost om huvudstaden New Delhi. Gharghoda ligger 294 meter över havet och antalet invånare är 8 512.
Terrängen runt Gharghoda är huvudsakligen platt, men österut är den kuperad. Runt Gharghoda är det ganska tätbefolkat, med 172 invånare per kvadratkilometer. Det finns inga andra samhällen i närheten. Trakten runt Gharghoda består till största delen av jordbruksmark.